# Delias roepkei
Delias roepkei är en fjärilsart som beskrevs av Sanford och Bennett 1955. Delias roepkei ingår i släktet Delias och familjen vitfjärilar. Inga underarter finns listade i Catalogue of Life.